# Else Herzka-Freistadt
Else Herzka-Freistadt (geb. 3. Juni 1899 in Wien; gest. 24. November 1953 in Zürich) war eine österreichische Psychologin, Psychotherapeutin und Autorin. Sie war die Mutter des Schweizer Kinderpsychiaters Heinz Stefan Herzka.

## Leben und Werk
Sie war das zweite von sechs Kindern einer jüdisch-orthodoxen Familie. Ihre Mutter Rosalie, geb. Grünberg, war die Tochter eines Talmudlehrers aus Bratislava, ihr Vater Wilhelm war leitender Beamter einer jüdischen Gemeinde in Wien. Else Freistadt schloss ihr Studium der deutschen und französischen Literatur, Philosophie und Psychologie 1924 ab. Noch während des Studiums arbeitete sie mit der Kinder- und Jugendpsychologin Charlotte Bühler in den Bereichen Jugendpsychologie und Frauenemanzipation zusammen. Nachdem sie Bekanntschaft gemacht hatte mit Alfred Adler, dem Begründer der Individualpsychologie, hielt sie Vorträge über Individualpsychologie und arbeitete psychotherapeutisch mit Patientinnen und Patienten, die ihr Adler vermittelt hatte. Ab 1925 arbeitete sie psychotherapeutisch vor allem mit Kindern und begann 1926 mit der Publikation psychologischer Artikel. Mit Adler hatte Freistadt während einigen Monaten eine heimliche, intime Beziehung. In den folgenden Jahren arbeitete sie in städtischen Erziehungsberatungsstellen, war Dozentin an der Wiener Volkshochschule, und baute ein privates Kinderheim für Kinder und Jugendliche ab 14 Jahren auf.
1931 heiratete Freistadt Hans Herzka, mit dem sie einen Sohn (Heinz Stefan Herzka, 1935–2021) und eine Tochter (Ines Katrin, geb. 1943, die mit 3 Monaten starb) hatte. 1938 flüchtete die Familie vor dem Naziregime in die Schweiz und lebte bis 1941 in Amden, St. Gallen. Dort nahm sie ihre psychologische Beratungstätigkeit wieder auf. 1939 wurde Freistadt-Herzka von Ethel Dukes, Leiterin des Institute of Child Psychology nach London berufen. Aufgrund der fehlenden Einreiseerlaubnis für Mann und Sohn folgte sie der Berufung allerdings nicht.
Wegen einer Netzhautablösung, aufgrund derer sie teilweise erblindete, zog die Familie 1941 nach Zürich. 1942 wurde allerdings die Aufenthaltsbewilligung entzogen und es folgte der Umzug nach Genf. 1950 erhielt Freistadt-Herzka die Niederlassungsbewilligung. Trotz ihrer schlechten Gesundheit und zunehmenden Erblindung arbeitete sie auch in den letzten Lebensjahren als Psychologin und Beraterin für Eltern und Paare.
Sie starb 1953 an den Folgen eines Schlaganfalls.

## Publikationen
- Gugelhupf und Sabbatsegen: Kindheitsglück im kaiserlichen Wien. Herausgegeben von Stefan Heinz Herzka, Huber, 2010, ISBN 9783719315450.